# Irrésistible (pièce de théâtre)
Pour les articles homonymes, voir Irrésistible.
Irrésistible est une pièce de théâtre de 2007 de Fabrice Roger-Lacan, mise en scène par Isabelle Nanty.

## Distribution
- Virginie Ledoyen
- Arié Elmaleh